# Toeré
Toeré est une commune rurale située dans le département de Kassoum de la province du Sourou dans la région de la Boucle du Mouhoun au Burkina Faso.

## Éducation et santé
Le centre de soins le plus proche de Toeré est le centre de santé et de promotion sociale (CSPS) de Kassoum tandis que le centre médical avec antenne chirurgicale (CMA) se trouve à Tougan.